# 伊塔埃特
伊塔埃特（葡萄牙語：Itaeté）是巴西巴伊亚州的一个市镇。总面积1194.489平方公里，总人口13795人，人口密度11.5人/平方公里。